# Портрет молодой женщины (картина Боттичелли, 1476—1480)
«Портрет молодой женщины» (итал. Ritratto di dama) — картина живописца тосканской школы Сандро Боттичелли, написанная в 1476—1480 гг. Авторство Боттичелли предположительно. Картина хранится в Берлинской галерее.
В модели предполагают Симонетту Веспуччи, или же мать или жену Лоренцо Великолепного (Лукрецию Торнабуони или Клариче Орсини). Портрет происходит из дворца Медичи и имеет наибольшие основания считаться картиной, описанной Вазари.
Боттичелли следует примеру Филиппо Липпи и возвращается к строгому профилю с изящным силуэтом и жёсткой рамой, нишей или окном. Портрет является поэтически идеализированным, где смягчено всё индивидуальное. Это приближает образ к собирательному типу лица, который встречается в религиозных картинах мастера.